# Liquid Penguin Ensemble

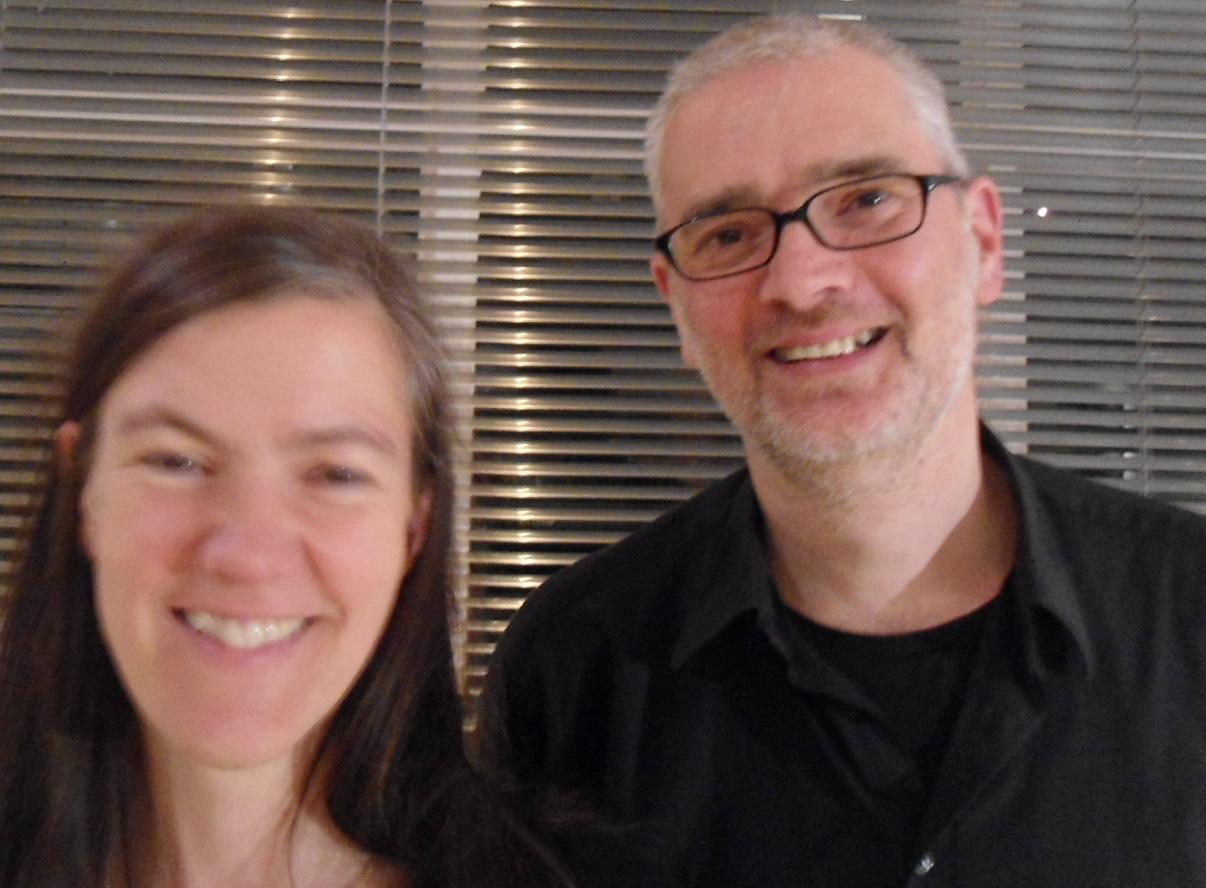
Das Künstler-Duo Bihler und Scheib (2014)

Das Liquid Penguin Ensemble ist eine Künstlergruppe für Musik-Hörspiele, Kunstperformances und Klang-Installation. Gegründet wurde das Ensemble 1997 vom Ehepaar Katharina Bihler (Regie, Autorin, Sprecherin, Schauspielerin) und Stefan Scheib (Komposition, Bass, Electronics). Je nach Projekt werden weitere Künstler hinzugezogen. So agierten bereits Jochen Krämer, Wollie Kaiser, Frank Wingold, Christof Thewes, Élodie Brochier und andere in der Gruppe.
Anlässlich ihres 25-jährigen Bestehens produzierte die Künstlergruppe im Jahr 2022 ein „Kartontheater“, in dem man sich mit dem Handy ihr neues Stück Land(e)scape ansehen kann.

## Produktionen
- 1998: Zapping (Musiktheater, Performance)
- 2000: Life of Brain (multimediale Performance)
- 2000: Mit den Raben am Tisch (Lyrikperformance)
- 2001: Arthur Gordon Pym (Literaturperformance)
- 2002: Strom Spiegel (Hörspiel, Installation)
- 2002: Das Entsetzliche lächelt (Konzert)
- 2003: apfel-z (Musik-Hörspiel)
- 2003: lust-los (Literatur, Musik)
- 2003: Gravitas 6.672 (Installation, Performance)
- 2004: Janus (Klanginstallation, Musikperformance)
- 2004: Gras wachsen hören (Klanginstallation, Musikperformance)
- 2005: Novalis, Experimentator (Performance)
- 2005: Schrödingers Katze (Performance)
- 2006: Mare Grimaldi (Installation, Performance)
- 2006: insect (Performance)
- 2007: 49 Nord/6 Ost (Installation, Performance)
- 2007: Eurydike hinter den Grenzen (Musiktheater)
- 2007: Winterlenzen (Klanginstallation/Trier)
- 2007: Gras wachsen hören. Das biolingua-Institut wird 100 Jahre alt (Hörspiel)
- 2008: Elf Strophen aus dem Gedächtnis (Performance)
- 2008: Bout du monde (Musiktheater)
- 2009: Bout du monde – Ende der Welt (Hörspiel)
- 2009: understood properly (Soundinstallation)
- 2009: couleur:blau (mobiles Hörspiel)
- 2010: Auris Interna – Fische im Innenohr (Performances)
- 2010: Auris Interna. Vom Ertasten besonderer Geräusche an gewöhnlichen Orten (Hörspiel)
- 2010: radio::bleu (Performances)
- 2011: Vier Paradiese (Performance)
- 2011: Mauricio Kagel: Eine Brise (Performance)
- 2012: Radio Élysée. Aus Geschichte und Zukunft zweier Raumfahrernationen. Ein Überblick aus 384 Metern über Normalnull (Hörspiel)
- 2013: Klangpartikelmanufaktur (Installation)
- 2013: Ickelsamers Alphabet (Performance)
- 2014: Hörbare Landkarte (Installation)
- 2014: Ickelsamers Alphabet. Dictionarium der zierlichen Wörter (Hörspiel)
- 2015: Lake Vostok (Performance)
- 2016: Passagen. Nass (Performance)
- 2016: Felicità. Akustische Vermessungen im Land des Glücks (Hörspiel)
- 2017: sola, sulan, seul. Wörter reisen (Hörspiel)[2]
- 2018: Marxcontainer (Hörspiel)
- 2018: Ein Nachmittag im Museum der unvergessenen Geräusche von Christoph Buggert (Hörspiel)
- 2020: Einsteins Zunge. Aus dem Nachlass meines Bruders von Christoph Buggert (Hörspiel)
- 2020: Cyfre . das hörbare Nichts . (Zahlenkammerkonzert)
- 2020: Cyfre oder: Kopf und Zahl (Hörspiel)
- 2021: Onirisée (Live-Hörspiel)
- 2022: Land (e) scape . at home (Kartontheater)
- 2024: Im Busch von Christoph Buggert (Hörspiel)

## Diskografie
- 1998: Zapping – ein Stück über Zeit (Musikhörspiel)
- 1999: Paul Auster – Schlagschatten (Der HÖR Verlag)
- 2001: Edgar Allan Poe: Arthur Gordon Pym (Musikhörspiel)
- 2007: Gras wachsen hören (Hörspiel)
- 2009: Bout du monde | Pointe de la Loge (CD+Buch)
- 2009: Bout du monde – Ende der Welt (Hörspiel)

## Preise & Auszeichnungen
- 2008: Deutscher Hörspielpreis der ARD für Gras wachsen hören
- 2008: ARD-Online-Award für Gras wachsen hören
- 2009: Hörspiel des Jahres 2009 für Bout du Monde – Ende der Welt
- 2010: Kulturpreis des Regionalverbandes Saarbrücken
- 2012: Hörspiel des Monats Dezember für Radio Élysée
- 2014: Hörspiel des Jahres 2014 für Ickelsamers Alphabet – Dictionarium der zierlichen Wörter
- 2015: Hörspielpreis der Kriegsblinden für Ickelsamers Alphabet – Dictionarium der zierlichen Wörter
- 2020: Deutscher Hörspielpreis der ARD für Christoph Buggert: Einsteins Zunge. Aus dem Nachlass meines Bruders (Komposition und Regie)
- 2024: Günther-Eich-Preis

## Belege
1. ↑  Susanne Brenner: Ein kleines Theater macht große Freude. in: Saarbrücker Zeitung. 26. Januar 2022. S. C6
2. ↑  Liquid Penguin Ensemble: "Sola, Sulan, Seul" (Memento vom 17. September 2017 im Internet Archive), SR 2 Kulturradio, abgerufen am 17. September 2017